# Decetia lilacinaria
Decetia lilacinaria är en fjärilsart som beskrevs av John Henry Leech 1897. Decetia lilacinaria ingår i släktet Decetia och familjen Uraniidae. Inga underarter finns listade i Catalogue of Life.